# Circles (Band)
Circles ist eine Progressive-Metal-Band aus Melbourne, Australien.

## Geschichte

### Entstehung (2009)
Die Entstehung der Band lässt sich auf Ted Furuhashi zurückführen, welcher bereits im Alter von zwölf Jahren damit begann, eigene Lieder zu schreiben und diese mit einem Kassettenrekorder aufzunehmen. Nachdem er in einigen Bands gespielt hatte, setzte er sich mit seinem Freund Dave Hunter, welchen er bereits aus früher Kindheit kannte und mit welchem er bereits zuvor in anderen Bands gespielt hatte, zusammen, um seine eigene Band zu gründen, welche seinen musikalischen Vorstellungen entsprechen sollte. Gemeinsam komponierten sie fast ein Dutzend Lieder, woraufhin sie beschlossen, aus ihrem Projekt eine richtige Band zu machen. In Drew Patton, welchen sie bereits aus einer anderen Band kannten, fand die Band einen passenden Bassisten. Nachdem sie vergeblich nach einem zweiten Gitarristen gesucht und mehrere Auditions geführt hatten, wurde der Gitarrist Matty Clarke über das soziale Netzwerk Myspace auf die Band aufmerksam und trat kurz darauf der Band bei. Über Clarke gelangten sie an den Sänger Perry Kakridas, welcher im Sommer 2009 der Band hinzu stoß. Eine Woche darauf hatte die Band bereits ihren ersten Auftritt.

### Erste Veröffentlichungen (2010–2011)
Anfang März 2010 veröffentlichte die Band ihre erste EP mit dem Namen Prelude, welche die Band digital über die Online-Plattform bandcamp vertrieb. Anschließend begann die Band mit den Aufnahmen zu ihrer zweiten EP, deren Veröffentlichung zuerst für den Sommer 2010 geplant war. Im Dezember 2010 gab die Band ihre erste EP Prelude zum kostenlosen Download frei. Im Februar 2011 verkündete die Band, bei dem in London sesshaften Label Basick Records einen Plattenvertrag unterschrieben zu haben. Im Mai 2011 wurde mit The Compass die zweite EP der Band veröffentlicht, auf der sich neben dem Lied The Frontline, das bereits auf der ersten EP vorhanden war, weitere Lieder befanden, deren Entstehung zu diesem Zeitpunkt teilweise sieben Jahre zurücklag. Anfang November 2011 wurde über die britische Ausgabe des Metal Hammers das erste Musikvideo der Band zu dem Lied Eye Embedded vorgestellt, auf das eine Woche später die Veröffentlichung der gleichnamigen digitalen Single folgte, auf der sich neben dem Lied selbst noch ein Remix, eine Instrumental-Version und zwei weitere Lieder der ersten EP befanden.

### Gegenwart (seit 2012)
Anfang 2012 spielte die Band mit unterschiedlichen lokalen Bands des Genres aus der jeweiligen Umgebung eine Tour, welche an der Ost-Küste Australiens entlangführte. Im Dezember 2012 veröffentlichte die Band die Single Another Me, welche über die bandcamp-Seite von Basick Records zum kostenlosen Download freigegeben wurde. Zudem veröffentlichte die Band ein Musikvideo zu dem Lied. Zurzeit arbeitet die Band an ihrem ersten Studioalbum, welches noch dieses Jahr veröffentlicht werden soll.

## Diskografie

### Alben
- 2013: Infinitas (Basick Records)
- 2018: The Last One (Season of Mist)

### EPs
- 2010: Prelude (Eigenvertrieb)
- 2011: The Compass (Basick Records)

### Singles
- 2011: Eye Embedded (Basick Records)
- 2012: Another Me (Basick Records)